# Бирюлёв, Юрий Александрович
Ю́рий Алекса́ндрович Бирюлёв (род. 21 августа 1952 года в Софии, Болгария) — советский и украинский искусствовед.

## Биография
Родился 21 августа 1952 года в г. София (Болгария). Учился во Львовском университете им. Ивана Франко на историческом факультете (1970—1975). В 1975—1978 — учитель истории в восьмилетней школе в селе Добростаны Яворовского района Львовской области.
В 1978—1987 гг. работал научным сотрудником в отделе зарубежного искусства Львовской картинной галереи (теперь — Львовская галерея искусств).
Преподавал историю искусства на кафедре искусств и литературы Львовского высшего военно-политического училища (с 1993 — Военного института при университете «Львовская политехника») (1987—1996).
С 1997 г. — главный научный редактор издательства «Центр Европы» во Львове.
С 2002 г. преподает историю искусства на кафедре дизайна и основ архитектуры Национального университета «Львовская политехника», с 2011 г. в должности доцента. С сентября 2016 г. — профессор кафедры дизайна интерьеров Львовской национальной академии искусств. Член Учёного совета академии. Член специализированного учёного совета Д 35.103.01. 
Доктор искусствоведения, хабилитированный доктор. В ноябре 1986 года защитил диссертацию на тему «Стиль сецессион в искусстве Львова конца ХІХ — начала XX века» во Всесоюзном научно-исследовательском институте искусствознания (теперь Государственный институт искусствознания) в Москве (научный руководитель — Л. И. Тананаева, оппоненты Д. В. Сарабьянов, Е. И. Кириченко). Диплом кандидата наук получил в апреле 1987 г. 26 июня 2013 г. после завершения процесса хабилитации Учёный совет исторического факультета Варшавского университета присвоил ему учёную степень хабилитированного доктора гуманитарных наук в области история искусств на основе больших научных достижений: диссертации про львовскую скульптуру XVIII—XX вв. и других публикаций (диплом выдан 19 августа 2013 г.). 1 июля 2014 г. специализированный учёный совет Львовской национальной академии искусств постановил присвоить ему учёную степень доктора искусствоведения (диплом выдан 23 сентября 2014 г.).
Член Национального союза художников Украины с 1989 г., член Союза критиков и историков искусства во Львове с 2000 г. Почётный член Польского института исследований мирового искусства в Варшаве с 2021 г.
Лауреат Областной премии в сфере культуры в номинации «Искусствоведение и культурология» им. С. Гордынского во Львове за 2016 г.
В 1986 г. организовал и открыл для экспозиции во Львовской картинной галерее выставку «Львовская сецессия: архитектура, декоративно-прикладное искусство, графика, книга, живопись, скульптура», которая сопровождалась экскурсиями, докладами и научным каталогом (на украинском языке, Львов, 1986, 96 с.).
В 1994 году подготовил архивную документацию, фотографии и описание объектов выставки «Львовская всеобщая выставка 1894 г.» в Международном центре культуры в Кракове.
Один из редакторов и с первых номеров 1994 г. постоянный автор львовского краеведческого и историко-культурного журнала «Галицкие ворота» (на украинском языке «Галицька брама»).
Сотрудничает с многотомными изданиями — на Украине: Енциклопедія сучасної України (Энциклопедия современной Украины, с 2001 г.) и Енциклопедія_Львова (с 2007 г.), в Польше: «Słownik Artystów Polskich».
Исследует историю архитектуры и изобразительного искусства западноукраинского региона (бывшей Галиции), в частности, Львова, ХVІІІ-XX вв.

## Основные работы
Автор свыше 500 статей и книг различного характера, в том числе монографий:
1. Biriulow J. Secesja we Lwowie (Сецессия во Львове), на польском языке. — Warszawa, 1996. — 231 s. ISBN 83-86117-55-9
2. Бірюльов Ю. Мистецтво львівської сецесії (Искусство львовской сецессии), на украинском языке. — Львов: Центр Европы, 2005. — 184 с. ISBN 978-966-7022-44-7
3. Архітектура Львова ХІХ століття / Architektura Lwowa XIX wieku. — Kraków / Краков, 1997. — 91 с. + 174 иллюстр. (Архитектура Львова XIX в., в соавторстве, укр. и пол. языки). ISBN 83-85739-43-2
4. Biriulow J. i in. Piotr Tarnawiecki, architekt lwowski (Пётр Тарнавецкий, львовский архитектор); на польском языке, в соавторстве. — Львов, 2002. — 104 s. ISBN 966-7022-27-7
5. Biriulow J. Rzeźba lwowska od połowy XVIII wieku do 1939 roku: Od zapowiedzi klasycyzmu do awangardy (Львовская скульптура от раннего классицизма до авангарда, середина XVIII в. — 1939 г., на польском языке). — Warszawa: Neriton, 2007, 388 s. ISBN 978-83-7543-009-7
6. Бірюльов Ю. Захаревичі: Творці столичного Львова (Захаревичи — творцы столичного Львова, на украинском языке). — Львов: Центр Европы, 2010. — 336 с. ISBN 978-966-7022-86-0
7. Biryulov Y. / Бірюльов Ю. Sur les traces de l’Art Nouveau en Ukraine: Kiev et Lviv / Пам’ятки стилю модерн в Україні: Київ та Львів. — Bruxelles / Брюссель: CIVA, 2010. — 322 c. (Памятники стиля модерн на Украине: Киев и Львов, на украинском и французском языках). ISBN 2-930391-37-5
8. Львівська поштівка: Мандрівка давнім містом / З колекції Олександра Коробова / Текст та упорядкування Юрія Бірюльова / Pocztówka lwowska. Podróż po dawnym mieście. Ze zbiorów Aleksandra Korobowa (Львовская почтовая открытка, на украинском и польском языках). — Львів: Ладекс, 2012. — 488 с. ISBN 978-966-8233-57-9
9. Бірюльов Ю. Львівська скульптура від раннього класицизму до авангардизму (Львовская скульптура от раннего классицизма до авангарда, на украинском языке). — Львів: Апріорі, 2015. — 528 с. ISBN 978-617-629-230-2

### Составитель, главный редактор и один из основных авторов книг
1. Львівщина: Історико-культурні та краєзнавчі нариси (Львовщина: Историко-культурные и краеведческие очерки, на украинском языке). — Львов: Центр Европы, 1998. — 392 с. ISBN 966-7022-23-4
2. Lviv: A Guidebook for the Visitor / Львів: Туристичний путівник. — First edition / Видання перше. — Lviv: Publishing House «Centre of Europe», 1999; Видання друге / Second edition: 2007. — 548 с. (Львов: Туристический путеводитель, на украинском и английском языках. Концепция, научная и художественная редакция, авторское составление, книжный дизайн, авторство текстов на с. 7-20, 107—272, 487—500. Два издания, 1999 и 2007 гг.). ISBN 966-7022-09-9
3. Lwów: Ilustrowany przewodnik (Львов: Иллюстрированный путеводитель, на польском языке). — Lwów: «Centrum Europy», 2001. — 320 s. ISBN 966-7022-26-9 (Украина), 83-88649-32-9 (Польша)
4. uk:Архітектура Львова: Час і стилі. XIII—XXI ст. (Архитектура Львова: Время и стили. XIII-XXI вв., на украинском языке). — Львов: Центр Европы, 2008. — 720 с. ISBN 978-966-7022-77-8

### Автор путеводителей (издательство "Центр Европы, Львов)
1. Знакомьтесь со Львовом (рус., укр., пол., англ., нем., фр. языки). — 2001, 24 с. ISBN 966-7022-26-9
2. Золотая подкова: Путешествие по Львовщине (рус., укр., пол., англ. языки). — 2002, 24 с. ISBN 966-7022-01-03
3. Львівська галерея мистецтв (Львовская галерея искусств, укр., пол. языки). — 2003, 36 с. ISBN 966-7022-58-7
4. Польське мистецтво у Львівській галереї мистецтв (Польское искусство во Львовской галерее искусств, пол. язык). — 2003, 36с. ISBN 966-7022-57-9
5. Львівська опера (Львовская опера, укр., пол. языки). — 2006, 36 с. (соавтор Ю. Смирнов). ISBN 966-7022-45-5
6. Личаківський цвинтар (Лычаковское кладбище, пол. язык). — 2005, 24 с. (соавтор uk:Шишка Олександр Володимирович). ISBN 966-7022-35-8
7. Еврейское наследие Львова (рус. и англ. языки). — 2002, 24 с. ISBN 966-7022-39-0
8. Черновцы — сердце Буковины (рус., укр., англ., нем. языки). — 2002, 25 с. ISBN 966-7022-31-5
9. Замки Західної України (Замки Западной Украины, укр. и пол. языки). — 2005, 24 с. (соавтор А. Волков). ISBN 966-7022-40-4

### Избранные статьи Ю. Бирюлёва
1. Львівські портрети Фридеріка Паутча // Проблеми слов’янознавства. — Випуск 25. — Львів, 1982. — С. 84-92. https://institutes.lnu.edu.ua/slavonic-studies/wp-content/uploads/sites/6/2016/02/ps25.pdf Архивная копия от 7 ноября 2021 на Wayback Machine
2. Неизвестные произведения Казимира Сихульского в собрании Львовской картинной галереи // Памятники культуры: Новые открытия. Ежегодник 1983. — Ленинград: издательство «Наука», 1985. — С. 373—382. https://disk.yandex.ua/d/RHLRdQYE3Sby9Z Архивная копия от 7 ноября 2021 на Wayback Machine
3. Выставка «Львовский сецессион» // Музей, выпуск 9: Художественные собрания СССР. — Москва: издательство «Советский художник», 1988. — С. 41-48.
4. Мистецькі зв’язки Львова та Чернівців у ХІХ — на початку ХХ століття // Архітектурна спадщина Чернівців австрійської доби. — Чернівці, 2003. — С. 113—119.
5. Сецесія у Львові // «Ї», 2003, № 29: «Genius loci: Leopolis, Львів, Lemberg, Lwów». — C. 170—181. http://www.ji.lviv.ua/n29texts/biruliov.htm Архивная копия от 22 мая 2011 на Wayback Machine
6. Необарокко во Львове и его венские истоки (конец ХІХ — начало XX века) // Художественная культура Австро-Венгрии 1867—1918: Искусство многонациональной империи. — Санкт-Петербург: Алетейя, 2005. — С. 142—153.
7. По пути перемен: новые формы в искусстве Львова (1880—1914 гг.) // Художественные центры Австро-Венгрии 1867—1918. — Санкт-Петербург: Алетейя, 2009. — С. 479—501.
8. Ранній класицизм у скульптурі Львова XVIII ст. // Пам’ятки України: історія та культура. — 2008. — № 2. — С. 38-50. https://elib.nlu.org.ua/view.html?&id=10490 Архивная копия от 7 ноября 2021 на Wayback Machine
9. Йоган Шимзер — видатний майстер львівського класицизму // Мистецтвознавство’09. — Львів: Спілка критиків та істориків мистецтва, Інститут народознавства НАН України, 2009. — С. 67-82.
10. Класицизм у львівській скульптурі: творчість Антона Шимзера // Мистецтвознавство’10. — Львів: Спілка критиків та істориків мистецтва, Інститут народознавства НАН України, 2010. — С. 31-42.
11. Брати Вітвери і розквіт класицизму у львівській скульптурі початку ХІХ ст. // Вісник Харківської державної академії дизайну і мистецтв. — 2010. — № 7. — С. 85-88.
12. Стильовий та жанровий діапазон творчості українських митців Львова міжвоєнного двадцятиліття (1919—1939) // Мистецтвознавство України: Збірник наукових праць. Спецвипуск / Редкол.: А. Бокотей (голова) та ін.; Інститут проблем сучасного мистецтва НАМ України. — Львів: Афіша, 2011. — С. 86-103.
13. Львівський мистець Леонард Марконі // Студії мистецтвознавчі. — Київ: Інститут мистецтвознавства, фольклористики та етнології ім. М. Т. Рильського НАН України, 2011. — № 2 (34). — С. 40-52. http://dspace.nbuv.gov.ua/handle/123456789/39356 Архивная копия от 7 ноября 2021 на Wayback Machine
14. Пізній романтизм, веристичні та необарокові тенденції у скульптурах Юліана Марковського // Вісник Харківської державної академії дизайну і мистецтв. — 2012. — № 1. — С. 73-77.
15. Видатний майстер львівської монументальної скульптури А. Попель // Вісник Національного університету «Львівська політехніка». — № 728: Архітектура. — Львів: Видавництво Львівської політехніки, 2012. — C. 190—196. http://ena.lp.edu.ua:8080/handle/ntb/15719 Архивная копия от 7 ноября 2021 на Wayback Machine
16. Творчість львівських скульпторів родини Пер’є // Мистецтвознавство’12. — Львів: Спілка критиків та істориків мистецтва, 2012. — C. 55-70. https://issuu.com/858752/docs/zbirnyk_2012 Архивная копия от 7 ноября 2021 на Wayback Machine
17. Камінь — не вічний. Проблеми збереження і дослідження скульптурної спадщини Львова // Студії мистецтвознавчі. — Київ: Інститут мистецтвознавства, фольклористики та етнології iм. М. Т. Рильського НАН України, 2012. — № 2 (38). — C. 129—141. http://sm.etnolog.org.ua/download/pdf/sm_2012_2.pdf Архивная копия от 7 ноября 2021 на Wayback Machine
18. Особливості взаємодії скульптури з архітектурою в творчості Теобальда Оркасевича // Вісник Національного університету «Львівська політехніка». — № 757: Архітектура. — Львів: Видавництво Львівської політехніки, 2013. — C. 325—329. http://ena.lp.edu.ua:8080/handle/ntb/21530 Архивная копия от 7 ноября 2021 на Wayback Machine
19. Знакомство Львова со сталинским соцреализмом: скульптурные произведения октября 1939 — июня 1941 // Polska — Rosja: Sztuka i historia / Польша — Россия: Искусство и история. — Т. ІІ: Sztuka polska, sztuka rosyjska i polsko-rosyjskie kontakty artystyczne XX—XXI wieku / Польское искусство, российское искусство и польско-российские художественные контакты XX-XXI веков. — Warszawa-Toruń: Polski Instytut Studiów nad Sztuką Świata & Wydawnictwo Tako, 2014. — S. 287—293. https://polona.pl/item/polska-rosja-sztuka-i-historia-sztuka-polska-sztuka-rosyjska-i-polsko-rosyjskie,MTIyOTc5NDcz/0/#info:metadata Архивная копия от 7 ноября 2021 на Wayback Machine
20. Stylistic Evolution of the Lviv Sculptural and Architectural Ensembles in the 19th and the Early 20th Century // Architectural Studies. — 2015. — Volume 1. — Number 1. — P. 7-14. http://ena.lp.edu.ua:8080/handle/ntb/31911 Архивная копия от 27 августа 2020 на Wayback Machine
21. Ремінісценції стилістики львівської скульптурної школи XVIII ст. у творчості митців ХІХ — початку ХХ ст. // Львівська національна галерея мистецтв ім. Б. Г. Возницького: Дослідження і матеріали. Науковий збірник. Випуск IV: 2012—2015. — Львів, 2015. — С. 103—110.
22. Романтизм у мистецтві Львова 1820—1870-х років // Мистецтвознавство’15. — Львів : Спілка критиків та істориків мистецтва, 2015. — C. 9-24. https://issuu.com/858752/docs/zbirnyk-15-druk__1_ Архивная копия от 7 ноября 2021 на Wayback Machine
23. Творчість мулярських майстрів і скульпторів-декораторів львівських споруд кінця ХІХ — початку ХХ ст. // Вісник Національного університету «Львівська політехніка». — № 836: Серія: Архітектура. — Львів: Видавництво Львівської політехніки, 2015. — C. 211—221. http://ena.lp.edu.ua:8080/handle/ntb/33767 Архивная копия от 7 сентября 2020 на Wayback Machine
24. Львівські митці з родини Шапіра // Львівська національна галерея мистецтв ім. Б. Г. Возницького: Дослідження і матеріали. Науковий збірник. Випуск V: 2016 / Упорядники: Ю. Бірюльов і В. Пшик. Наук. редактор і розробник макету: Ю. Бірюльов. — Львів: Центр Європи, 2016. — С. 116—121.
25. Lviv sculpture in modernist architecture // Lviv: city, architecture, modernism. — Wroclaw, Museum of Architecture in Wroclaw, 2017. — P. 277—299.
26. «Львівський Морріс» — Мар’ян Ольшевський. Вісник Львівської національної академії мистецтв. Випуск 32. 2017. С. 283—295. https://lnam.edu.ua/files/Academy/nauka/visnyk/pdf_visnyk/32_new/25.pdf Архивная копия от 28 октября 2020 на Wayback Machine
27. Творчість єврейських скульпторів у Львові в 1919—1941 рр. Вісник Львівської національної академії мистецтв. Випуск 35. 2018. С. 55-71. https://lnam.edu.ua/files/Academy/nauka/visnyk/pdf_visnyk/35/55-71_Biriuliov.pdf Архивная копия от 7 ноября 2021 на Wayback Machine
28. Архітектурне оточення Івана Левинського. Іван Левинський. Імпульс. К.: Артбук, 2019. С. 10-20.
29. Поиски нового украинского стиля в архитектуре Львова начала XX века (1900—1914). Sztuka Europy Wschodniej / Искусство Восточной Европы/The Art of Eastern Europe. T. VII/v. VII: 20th-century Ukrainian Art and Polish-Ukrainian Artistic Relations/Украинское искусство XX века и польско-украинские художественные связи. Warszawa-Toruń, 2019. S. 107—116.
30. Biryulov Yu. New Jewish style in Lviv architecture: the historic transformation in the urban space. Architecture and Engineering. ISSN: 2500-0055. Vol. 5, 2020, Issue 4, pp. 18–27. https://aej.spbgasu.ru/index.php/AE/article/view/338/183 Архивная копия от 7 ноября 2021 на Wayback Machine
31. Biriulow J. Dawna architektura żydowska we Lwowie: okresy i kierunki rozwoju. Studia z architektury nowoczesnej / Studies on modern architecture. T. 8: Architektura miast / V. 8: The Architecture of the Sities. Warszawa-Toruń, 2020. S. 123—154.
32. Biriulow J. Epoka marzeń: wątki romantyzmu w architekturze i rzeźbie Lwowa. Sztuka Europy Wschodniej / Искусство Восточной Европы / The Art of Eastern Europe. — T. VIII/v. VIII: Romantyzm i jego tradycje / Романтизм и его традиции / Romanticism and its tradition. Warszawa-Toruń, 2020. S. 139—149.
33. «Tak malować, jak pan Siemiradzki maluje, umieją tylko mistrzowie». Prasa lwowska o Henryku Siemiradzkim: Antologia tekstów z lat 1872—1914. Polski Instytut Studiów nad Sztuką Świata. Warszawa-Toruń: Tako, 2021. 388 s. (Wybór tekstów — Jurij Biriulow. Układ, uzupełnienia, redakcja naukowa — Małgorzata Biernacka). ISBN 978-83-66758-01-8
34. Biryulov Yu. The work of Karel Boublík/Dílo Karla Boublíka. Architektúra & urbanizmus. ISSN: 0044-8680 (print), 2729-8752 (online). 2021, Volume 55, No. 1-2, pp. 97–104. https://www.architektura-urbanizmus.sk/2021/07/02/the-work-of-karel-boublik/ Архивная копия от 7 ноября 2021 на Wayback Machine